# Sanya D Rio
Sanya D Rio је српски бенд из Београда, познат и под називом Рио бенд.

## Каријера
Група Sanya D Rio је основана 2007. године у Београду под називом Рио Бенд. Групу су основали Сања и Муки Думоњић. Бенд Sanya D Rio поред Мукија и Сање Думоњић чине и Горан Милић, Лана Јанковић, Предраг Благојевић и Браца Коларевић.
Њихов први велики наступ се десио на фестивалу у Врњачкој Бањи 2007. године са песмом "Само да она зна". На фестивалу су победили, а песма је стекла велики успех. Након победе у Врњачкој Бањи објавили су свој први албум за ПГП-РТС под називом "Са друге стране". Након објаве првог албума направили су и први самостални концерт у Београду у Мадленијануму, 2008. године под називом „Вече најлепших екс-Ју песама у нашим аранжманима“, на којима су многи истакнути уметници попут Корнелија Ковача, Калиопи, Јасмине Трумбеташ, првакиња Опере Народних позоришта у Београду и многих других. Након тога издају други албум, заједно са ДВД-ом са концерта. Одржали су више од стотину концерата у оквиру различитих културних манифестација широм Србије и региона. Десет година рада су 2017. године обележили објављивањем албума „Ново јутро“ и концертом у Мадленијануму. Године 2018. објавили су нови сингл "Жозефина".
10. јануара 2019. године је објављено да ће бити једни од 24 учесника Беовизије 2019. са песмом "Љубимо се". Представили су се публици у другом полуфиналу одржаном 28. фебруара. На крају су поделили десето место у полуфиналу са бендом Лана и Алдо са 3 освојена бода, што није било довољно да прођу у финале.